# Hydroptila antennopedia
Hydroptila antennopedia är en nattsländeart som beskrevs av Sykora och Harris 1994. Hydroptila antennopedia ingår i släktet Hydroptila och familjen smånattsländor. Inga underarter finns listade i Catalogue of Life.